# レン・サカタ
レン・ハルキ・サカタ（Lenn Haruki Sakata、日本名：坂田 春樹〈さかた はるき〉、1953年6月8日 - ）は、アメリカ合衆国ハワイ州ホノルル出身の元プロ野球選手（内野手）、指導者、監督。日系アメリカ人三世。

## 来歴

### プロ入り前
ホノルルで野球を始め、1970年にはカラニ高校でハワイ州選手権に優勝。この時のチームメイトに投手のライアン・クロサキがいた。
1972年、ドラフト14巡目（全体331位）でサンフランシスコ・ジャイアンツに指名されるも拒否。
1974年、ドラフト5巡目（全体97位）でサンディエゴ・パドレスに指名されるも拒否。

### プロ入り後
1975年、ワシントン州のゴンザガ大学時代にドラフト1巡目（全体10位）でミルウォーキー・ブルワーズに指名され入団し、1977年7月21日のニューヨーク・ヤンキース戦でマイク・ラム、クロサキに続く日系人として3人目のメジャーデビューを果たす。
1980年12月6日にジョン・フリンとのトレードでボルチモア・オリオールズに移籍。内野のユーティリティプレイヤーとして活躍。1983年のワールドシリーズ優勝メンバーとして1984年に来日している。1985年11月12日にFAとなった。
1986年2月1日、オークランド・アスレチックスと契約。11月12日、FAとなった。12月17日、ニューヨーク・ヤンキースと契約。
1987年11月2日に放出され、日本の南海ホークスが獲得に乗り出し契約寸前にまで至るものの、長打力の無さに杉浦忠監督が難色を示したとされ、日本球界入りは幻となった。結局同年限りで現役を退いた。

### 現役引退後
1988年よりコーチとしてのキャリアをスタート。オークランド・アスレチックスやサンフランシスコ・ジャイアンツ傘下のマイナーリーグで指揮を執る。
1995年、当時千葉ロッテマリーンズのゼネラルマネージャーだった広岡達朗に請われ、ロッテの二軍監督に就任し、一軍監督となったボビー・バレンタインを補佐した。バレンタインと広岡が意見対立を起こし、双方が退団した後もサカタはロッテに留まり、1998年まで二軍内外野守備走塁コーチなどを歴任。当時ロッテの選手で指導を受けた小坂誠は「私にとって大きな影響を与えて下さった方です。守備の基本的な考え方、脚の使い方、身体の使い方など手取り足取り教えて頂きました」と述べている。
1999年、カリフォルニアリーグに所属するサンフランシスコ・ジャイアンツ傘下A+級サンノゼ・ジャイアンツの監督に就任。
2000年、ジャイアンツ傘下A級ベーカーズフィールド・ブレイズの監督に就任。
2001年、A+級サンノゼの監督に復帰。優勝を果たした。
2002年、ジャイアンツ傘下AAA級フレズノ・グリズリーズの監督に就任。全体14位と低迷し、この年限りで解雇された。
2004年、サンノゼの監督に三たび復帰。2007年まで監督を務め、通算705勝を記録した。
2008年、バレンタインが指揮するロッテの二軍監督に復帰し2009年まで務めた。
2011年、コロラド・ロッキーズ傘下A級アッシュビル・ツーリスツの打撃コーチに就任。
2012年、ロッキーズ傘下A+級モデスト・ナッツの監督に就任。カリフォルニアリーグの北地区優勝を果たした。
2013年7月、モデスト・ナッツが前期4位と低迷したため、監督を解任された。
2014年、ジャイアンツA+級サンノゼの監督に4度目の就任。
2019年、カリフォルニアリーグの殿堂入りを果たし、背番号「14」はサンノゼの永久欠番となった。
2020年、ジャイアンツ傘下ショートシーズンA級セーラム＝カイザー・ボルケーノスの監督に就任したが、新型コロナウイルスの感染拡大の影響でマイナーリーグが開催されなかったため、実際に指揮を執ることはなかった。
2021年、サンノゼの監督に5度目の就任。76勝44敗という圧倒的な成績でチームをリーグ王者に導いたが、この年限りで勇退した。	

## 詳細情報

### 年度別打撃成績
| 年 度     | 球 団     | 試 合 | 打 席 | 打 数 | 得 点 | 安 打 | 二 塁 打 | 三 塁 打 | 本 塁 打 | 塁 打 | 打 点 | 盗 塁 | 盗 塁 死 | 犠 打 | 犠 飛 | 四 球 | 敬 遠 | 死 球 | 三 振 | 併 殺 打 | 打 率 | 出 塁 率 | 長 打 率 | O P S |
| --------- | --------- | ----- | ----- | ----- | ----- | ----- | -------- | -------- | -------- | ----- | ----- | ----- | -------- | ----- | ----- | ----- | ----- | ----- | ----- | -------- | ----- | -------- | -------- | ----- |
| 1977      | MIL       | 53    | 169   | 154   | 13    | 25    | 2        | 0        | 2        | 33    | 12    | 1     | 3        | 6     | 0     | 9     | 0     | 0     | 22    | 1        | .162  | .209     | .214     | .423  |
| 1978      | MIL       | 30    | 86    | 78    | 8     | 15    | 4        | 0        | 0        | 19    | 3     | 1     | 0        | 0     | 0     | 8     | 1     | 0     | 11    | 3        | .192  | .267     | .244     | .511  |
| 1979      | MIL       | 4     | 14    | 14    | 1     | 7     | 2        | 0        | 0        | 9     | 1     | 0     | 0        | 0     | 0     | 0     | 0     | 0     | 1     | 0        | .500  | .500     | .643     | 1.143 |
| 1980      | BAL       | 43    | 90    | 83    | 12    | 16    | 3        | 2        | 1        | 26    | 9     | 2     | 1        | 0     | 1     | 6     | 0     | 0     | 10    | 3        | .193  | .244     | .313     | .558  |
| 1981      | BAL       | 61    | 164   | 150   | 19    | 34    | 4        | 0        | 5        | 53    | 15    | 4     | 0        | 1     | 1     | 11    | 0     | 1     | 18    | 5        | .227  | .282     | .353     | .636  |
| 1982      | BAL       | 136   | 389   | 343   | 40    | 89    | 18       | 1        | 6        | 127   | 31    | 7     | 4        | 8     | 4     | 30    | 2     | 4     | 39    | 7        | .259  | .323     | .370     | .693  |
| 1983      | BAL       | 66    | 152   | 134   | 23    | 34    | 7        | 0        | 3        | 50    | 12    | 8     | 4        | 1     | 0     | 16    | 0     | 1     | 17    | 4        | .254  | .338     | .373     | .711  |
| 1984      | BAL       | 81    | 168   | 157   | 23    | 30    | 1        | 0        | 3        | 40    | 11    | 4     | 1        | 5     | 0     | 6     | 2     | 0     | 15    | 4        | .191  | .221     | .255     | .476  |
| 1985      | BAL       | 55    | 105   | 97    | 15    | 22    | 3        | 0        | 3        | 34    | 6     | 3     | 2        | 1     | 0     | 6     | 0     | 1     | 15    | 3        | .227  | .279     | .351     | .629  |
| 1986      | OAK       | 17    | 38    | 34    | 4     | 12    | 2        | 0        | 0        | 14    | 5     | 0     | 1        | 0     | 1     | 3     | 0     | 0     | 6     | 1        | .353  | .395     | .412     | .807  |
| 1987      | NYY       | 19    | 48    | 45    | 5     | 12    | 0        | 1        | 2        | 20    | 4     | 0     | 1        | 0     | 0     | 2     | 0     | 1     | 4     | 2        | .267  | .313     | .444     | .757  |
| MLB：11年 | MLB：11年 | 565   | 1423  | 1289  | 163   | 296   | 46       | 4        | 25       | 425   | 109   | 30    | 17       | 22    | 7     | 97    | 5     | 8     | 158   | 33       | .230  | .286     | .330     | .616  |

### 背番号
- 21 （1977年）
- 2 （1978年 - 1979年）
- 12 （1980年 - 1985年）
- 17 （1986年）
- 11 （1987年）
- 71 （1995年 - 1998年）
- 80 （2008年 - 2009年）